# Lluís Badia i Torras
Lluís Badia i Torras (Callús, Bages, 11 de novembre de 1920 - Navàs, Bages, 8 de desembre 1998). Professor, poeta i columnista. Destacà per una profunda activitat educativa, política i cultural.
L'any 1947 obtingué el títol de mestre i posteriorment es llicencià en filosofia i lletres. Durant 26 anys va ser director de l'Escola Tècnico-Professional Diocesana de Navàs. Va col·laborar activament durant vint anys al col·legi municipal de Batxillerat Anna Soler i Daniel i, durant quatre anys, dirigí el col·legi municipal de Batxillerat i de F.P. de Súria, alhora que impartia classes de llengua i literatura catalana i castellana.
Col·labora en diverses publicacions, com Regió7, on va escriure cada quinze dies en una secció anomenada "Fuita del temps", després ja va ser setmanal amb "Cop d'ull", i "Radar Social", òrgan de la Federació de Cristians de Catalunya.
Com a poeta publicà L'Inútil clam: 39 sonets i 1 cançó (1973) i Pinzellades d'un mal temps: visions de guerra des de la pau (1991), el llibre de viatges La Bona gent del Castell de Santa Fe (1995) i Mirada apassionada (1998) una antologia d'articles dels deu primers anys de col·laboració periodística al Regió7.
Cursà estudis sobre l'apostolat d'acció catòlica arran dels quals publicà Martirologi solsoní; 1936-1939 (1988), un llibre sobre les persones que van patir persecució religiosa durant la Guerra Civil.
Fou guardonat amb la Medalla Francesc Macià (1986) per la seva dedicació i els seus encerts.